# Andrena subrubicunda
Andrena subrubicunda är en biart som beskrevs av Laberge 1986. Andrena subrubicunda ingår i släktet sandbin, och familjen grävbin. Inga underarter finns listade i Catalogue of Life.